# Can Boixeres (Viladecavalls)
Can Boixeres és un edifici de Viladecavalls (Vallès Occidental) catalogat com a bé cultural d'interès local.

## Descripció
És un gran casal situat a dalt d'un turó. És de planta de creu grega amb cossos afegits als encreuaments formant un quadrat. La teulada és a quatre vessants i els colors de les teules fan un dibuix geomètric. El parament és de pedra petita irregular unida amb mortes i les obertures, totes rectangular, estan emmarcades per una motllura. En un costat hi ha un cos annex de planta semicircular i un pis on les partes de tancament són de vidre.
A l'angle nord-est hi ha una torre-mirador annexa. Aquesta torre és de planta quadrangular i té el parament igual a la resta de l'edifici. S'obre una finestra emmarcada per una motllura a cada planta. A la part superior unes grans mènsules aguanten el mirador: un cos quadrangular envoltat per una galeria tancada per una barana de balustres; sobre la barana hi ha dos parells de columnes dòriques per cara que aguanten un fris llis sobre el qual hi ha la teulada a quatre vessants.